# Ґульчевко
Ґульчевко (пол. Gulczewko, нім. Guldenhof) — село в Польщі, у гміні Вжесня Вжесінського повіту Великопольського воєводства.
Населення — 91 особа (2011).
У 1975-1998 роках село належало до Познанського воєводства.

## Демографія
Демографічна структура станом на 31 березня 2011 року:
|          | Загалом | Допрацездатний вік | Працездатний вік | Постпрацездатний вік |
| -------- | ------- | ------------------ | ---------------- | -------------------- |
| Чоловіки | 46      | 10                 | 33               | 3                    |
| Жінки    | 45      | 9                  | 22               | 14                   |
| Разом    | 91      | 19                 | 55               | 17                   |